# Cristal de Reinke
Los cristales de Reinke son estructuras proteicas de 8-10 μm de longitud, con una morfología aparentemente geométrica, que se encuentran en el citoplasma de las células de Leydig del testículo y en las células hiliares ováricas. Se trata de manifestaciones citológicas de inclusiones cristalinas de naturaleza proteica. Suelen observarse en el citoplasma celular, aunque pueden darse en raras ocasiones en el interior del núcleo celular.

## Epónimo
Reciben este nombre en honor de Friedrich Berthold Reinke, anatomista alemán.